# Королівський кодекс (Старша Едда)
Королі́вський ко́декс (лат. Cōdex Rēgius; ісл. Konungsbók, букв. — «Королівська книга») — давньоісландський рукопис, у якому збереглася Старша Едда, і який є основним джерелом для більшості поем, що містяться в ній. Умовне позначення — GKS 2365 4to. У наукових текстах позначення зазвичай скорочують, як [R] для Cōdex Rēgius або [K] для Konungsbók.

## Опис
Cōdex Rēgius має розмір 19 на 13 см і складається з 45 веленевих аркушів, ще 8 аркушів втрачено. З 31 пісні, що збереглася, 11 прийнято виділяти, як пісні про богів, тоді як інші 20 називають епічними піснями або піснями про героїв.
Кодекс написано приблизно в 1270-х роках, проте зміст значно старший. На основі палеографічних даних вважають, що рукопис Старшої Едди був повністю написав один автор у Ісландії, ймовірно, в середині XIII століття, на основі оригінальних протографів. При цьому, автор невідомий, хоча є ознаки того, що автором, а скоріше компілятором, може бути Семунд Сіґфуссон (1056—1133).
Про рукопис не було нічого відомо до 1643 року, коли він потрапив до Бріньольфура Свейнссона, єпископа Скалгольта. 1662 року він подарував його королю Данії Фредеріку III, звідки й пішла назва.
Довгий час рукопис зберігався в Королівській бібліотеці в Копенгагені. 21 квітня 1971 року його морем у супроводі військового ескорту повернули на історичну батьківщину в Рейк'явік і передали Інституту ісландських студій Арні Маґнуссона, де він зберігається нині.

## Зміст
Пісні про богів
| Völuspá       | (Пророкування вельви)              |
| Hávamal       | (Мова Високого)                    |
| Vafþrúðnismál | (Мова Вафтрудніра)                 |
| Grímnismál    | (Мова Ґрімніра)                    |
| Skírnismál    | (Мова Скірніра / Поїздка Скірніра) |
| Hárbarðsljóð  | (Пісня про Гарбарда)               |
| Hymiskviða    | (Пісня про Гюміра)                 |
| Lokasenna     | (Словесні чвари Локі)              |
| Þrymskviða    | (Пісня про Трюма)                  |
| Völundarkviða | (Пісня про Велунда)                |
| Alvíssmál     | (Мова Альвіса)                     |

Пісні про героїв
| Helgakviða Hundingsbana I  | (Перша Пісня про Гельгі, вбивцю Гундінга) |
| Helgakviða Hjörvarðssonar  | (Пісня про Гельгі, сина Гьорварда)        |
| Helgakviða Hundingsbana II | (Друга Пісня про Гельгі, вбивцю Гундінга) |
| Frá dauða Sinfjötla        | (Про смерть Сінфьєтлі)                    |
| Grípisspá                  | (Пророкування Грипіра)                    |
| Reginsmál                  | (Мова Регіна)                             |
| Fáfnismál                  | (Мова Фафніра)                            |
| Sigrdrífumál               | (Мова Сігрдріви)                          |
| Велика лакуна              |                                           |
| Brot af Sigurðarkviðu      | (Уривок Пісні про Сігурда)                |
| Guðrúnarkviða I            | (Перша пісня про Ґудрун)                  |
| Sigurðarkviða hin skamma   | (Коротка Пісня про Сігурда)               |
| Helreið Brynhildar         | (Поїздка Брюнгільд до Геля)               |
| Dráp Niflunga              | (Убивство Ніфлунгів)                      |
| Guðrúnarkviða II           | (Друга пісня про Ґудрун)                  |
| Guðrúnarkviða III          | (Третя пісня про Ґудрун)                  |
| Oddrúnargrátr              | (Плач Оддрун)                             |
| Atlakviða                  | (Гренландська пісня про Атлі)             |
| Atlamal                    | (Гренландська мова Атлі)                  |
| Guðrúnarhvöt               | (Підбурювання Ґудрун)                     |
| Hamðismál                  | (Мова Гамдіра)                            |

## Велика лакуна
Втрачені аркуші, відомі, як велика лакуна, містили б останню частину «Мови Сігрдріви» та більшу частину «Пісні про Сігурда». Те, що залишилося від останнього вірша, складається з 22 строф так званого «Уривка Пісні про Сігурда». На думку Г. Адамса Беллоуса, оригінальний розмір «Пісні про Сігурда» мав бути більш ніж 250 строф.
Втрачене оригінальне оповідання збереглося в «Сазі про Вельсунґів» як проза з чотирма поетичними строфами.
Лакуна стала джерелом натхнення для англійського письменника Д. Р. Р. Толкіна (1892—1973), який намагався переказати втрачені вірші драми.

## GKS 2367 4to
Один із чотирьох рукописів Молодшої Едди (GKS 2367 4to) також відомий під назвою Cōdex Rēgius. Рукопис складається з 55 пергаментних сторінок і датується початком XIV століття. GKS 2367 4to був частиною одного й того ж дару єпископа Бріньольфура Фредеріку III, що й рукопис GKS 2365 4to. 1985 року цю частину Королівського кодексу повернули Ісландії, де вона зберігається в Інституті ісландських студій імені Арні Маґнуссона.

## GKS 1157 fol
Рукопис GKS 1157 fol., що містить майже повний текст ісландського судебника «Сіра гуска», також має назву Cōdex Rēgius або Konungsbók і зберігається в Королівській бібліотеці Данії в Копенгагені.